# Ручная граната М75
M75 — югославская ручная граната, эффективная для применения в окопах, лесах и бункерах. Граната состоит из корпуса, заряда взрывчатого вещества и взрывателя в стиле «мышеловки», всё это находясь в пластиковом транспортировочном контейнере.
Ядро содержит 3000 стальных шариков диаметром 2,5—3 мм с эффективным радиусом поражения в 12—18 м и максимальным радиусом поражения в 30—54 м. Заряд взрывчатого вещества содержит 36—38 грамм пластичной взрывчатки. Взрыватель, называемый по-сербски «бушон», имеет время задержки от 3 до 4,4 секунды.

## Использование преступными группировками в Англии, Швеции и Бельгии
Партия оставшихся гранат этого типа (и М-93) времен югославских войн была доставлена в Швецию и продана всего за 20 шведских крон организованным преступникам и уличным бандам, которые использовали их в многочисленных нападениях с 2008 года (продолжается по состоянию на 2018 год).
Другие гранаты данного типа использовались преступными семьями в Англии, включая нападение, в результате которого погибли два полицейских в 2012 году в пригороде Манчестера.
В 2018 году в Дёрне (Антверпен) были применены две ручные гранаты М75. Нападение, возможно, связано с войной с наркотиками в Антверпене.
В 2021 году в Пакраце, Хорватия, была использована одна ручная граната M75. Милорад Арсенич, бывший член сербских военизированных формирований в Хорватии, напал на трех сотрудников хорватской энергетической компании HEP, которые пришли отключить его от электроэнергии из-за неоплаченных счетов.